# Max Wenisch
Max Wenisch (* 24. Juni 1961 in Rastenfeld; gebürtig Maximilian Wenisch) ist ein ehemaliger österreichischer Langstreckenläufer. Er gewann einige nationale Marathonläufe und startete in dieser Disziplin bei den Leichtathletik-Weltmeisterschaften 1997 in Athen. Er ist 5-facher Marathon-Staatsmeister sowie 2-facher Halbmarathon-Staatsmeister. Er blieb über die gesamte Karriere Amateursportler.

## Werdegang
Max Wenisch, der seit seiner Geburt in Rastenfeld in Krems an der Donau lebt, absolvierte nach der Schule eine Lehre zum Kfz-Mechaniker. Während seiner Zeit beim Bundesheer in Mautern wurde sein sportliches Talent erstmal bemerkt, wo er sich mit Fünfkampf und Orientierungslauf beschäftigt hat. Im Orientierungslauf erzielte er bei den Landesmeisterschaften auf Anhieb den 3. Rang, der ihm eine Einladung in das Heeressportzentrum einbrachte. Da er zu diesem Zeitpunkt allerdings schon eine Jobzusage bei der ÖBB hatte, lehnte er das Angebot an.
Seine sportliche Zeit nach dem Bundesheer war primär geprägt durch den Radsport, zu dem er über die ÖBB gefunden hat, die einen eigenen Radsportverein betrieben hat. Schnell stieg er in den verschiedenen Klassen auf und fuhr in zahlreichen Wettkämpfen mit (u. a. Wien-Gresten-Wien, Niederösterreich-Rundfahrt). Sein Lauftalent kam relativ spät zur Geltung, als er bei den niederösterreichischen Cross-Meisterschaften 1990 bei seiner Premiere nur knapp geschlagen auf Rang drei landete. Kurze Zeit danach war er dem HSV Melk als Läufer beigetreten, bei dem er sich zum Marathon-Spitzenläufer entwickelte.
Im Frühjahr 1996 scheiterte Wenisch wetterbedingt am Limit für die Olympischen Sommerspiele 1996 in Atlanta. Seine im gleichen Jahr bei seinem Sieg beim Klagenfurt-Marathon erzielte Bestzeit von 2:13:49 h hätte dafür gereicht. Dafür konnte er sich, nach wie vor als Amateur, für die Leichtathletik-Weltmeisterschaften 1997 in Athen qualifizieren, wo er im Marathon mit dem 35. Rang unter 111 Startern und einer Zeit von 2:25:12 h ein respektables Ergebnis erzielte. Im Jahr 1998 wechselte Wenisch seinen Verein und trainierte von da an beim LCC Wien mit dem Ziel der Qualifikation für die Olympischen Sommerspiele 2000 in Sydney. Auch hierfür scheiterte er knapp, weshalb ihm eine Olympiateilnahme verwehrt blieb.
Wenisch blieb über seine gesamte Karriere Amateursportler, da er das Risiko, als Profisportler tätig zu sein, nie eingehen wollte. Er war während seiner gesamten Läuferkarriere hauptberuflich Busfahrer bei der ÖBB. Wenisch ist verheiratet, hat fünf Kinder und hat seine Erfolge im Laufsport durch Training in der Freizeit erzielt, wobei er für gesonderte Trainingslager Urlaub bei seinem Arbeitgeber beantragen musste.

## Erfolge
- 5-facher Marathon-Staatsmeister: 1994, 1995, 1996, 2000 und 2002
- 2-facher Halbmarathon-Staatsmeister: 1994 und 1996
- Teilnahme Berglauf-Weltmeisterschaften: 1995
- Teilnahme Leichtathletik-Weltmeisterschaften: 1997 (Rang 35)
- 7-mal bester Österreicher beim Vienna City Marathon
- Marathonsiege: Salzburg-Marathon 1994, Klagenfurt-Marathon 1996, Graz-Marathon 2000
- 43-facher Landesmeister bei diversen Laufsportveranstaltungen